# Jacqueline Willener
Jacqueline Willener, née Jacqueline Cuche en 1927 à Genève et morte le 12 avril 2016, est une femme politique et féministe suisse, députée cantonale et communale. Elle siège au Conseil municipal (législatif) et au Conseil administratif (exécutif) de la ville de Carouge, ainsi qu'au Grand Conseil du canton de Genève.

## Biographie
Jacqueline Cuche est née à Genève, dans une famille nombreuse. Son père est ajusteur. Elle suit une formation de secrétariat en cours du soir, avant de débuter à 21 ans un apprentissage à la poste. Elle y rencontre son mari, qui s'occupe de l'envoi postal du quotidien du Parti du travail, la Voix ouvrière. Il a 15 ans de plus qu'elle, et le fait qu'ils n'auront jamais d'enfant lui donne du temps pour s'investir dans des activités militantes et politiques, par exemple dans des associations comme le Mouvement populaire des familles et les Femmes pour la paix et le progrès.
Elle rejoint le Parti du Travail dans les années 1950 et elle s'investit dans la vie du parti politique, notamment en assurant une permanence d'aide pour remplir les impôts, pour organiser des tables rondes.
Elle déménage à Carouge en 1956, et s'y engage dans la politique communale. Elle est élue au Conseil municipal en 1963,. Elle siège également de 1966 à 1973 pour le Parti du travail  au Grand Conseil du canton de Genève,,. Cette position lui permet de participer plus efficacement à la lutte pour les droits des femmes. En 1979, elle est élue au Conseil administratif de Carouge, dont elle est maire six années durant (1980, 1981, 1984, 1985, 1988 et 1989).
Elle est juge assesseur au tribunal de police de 1978 à 1997,.
Elle perd son mari en 2008, après 50 ans de vie commune. Elle entre dans l'établissement médico-social de la Drizette en 2015.
Jacqueline Willener meurt le 12 avril 2016. René Ecuyer prononce l'éloge funèbre en tant qu'ancien camarade.